# مایکل کوربات
مایکل کوربات (به انگلیسی: Michael Corbat) (زاده ۲ مه ۱۹۶۰) اقتصاددان، بانکدار و مدیر اجرایی آمریکایی است، که هم‌اکنون به‌عنوان مدیرعامل شرکت خدمات مالی و بانکداری سیتی‌گروپ فعالیت می‌کند. وی دانش‌آموخته کارشناسی اقتصاد از دانشگاه هاروارد است و فعالیت شغلی خود را از سال ۱۹۸۳ در بانک سالومون برادرز آغاز کرد. کوربات در اکتبر ۲۰۱۲ از سوی هیئت مدیره سیتی‌گروپ به مدیرعاملی این گروه انتخاب شد و جایگزین ویکرام پاندیت گردید.